# 乌尔霍·吉科宁

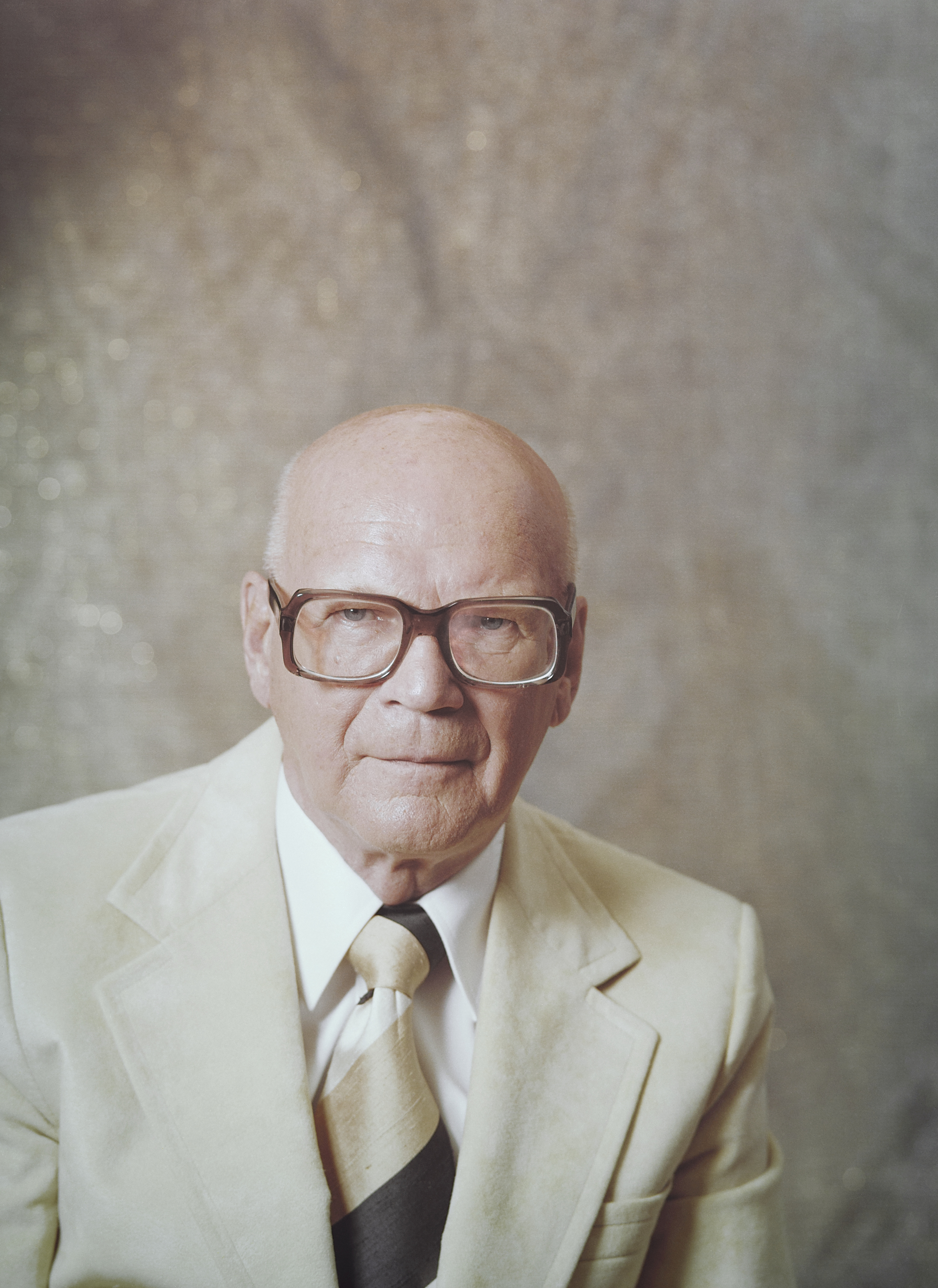
乌尔霍·吉科宁

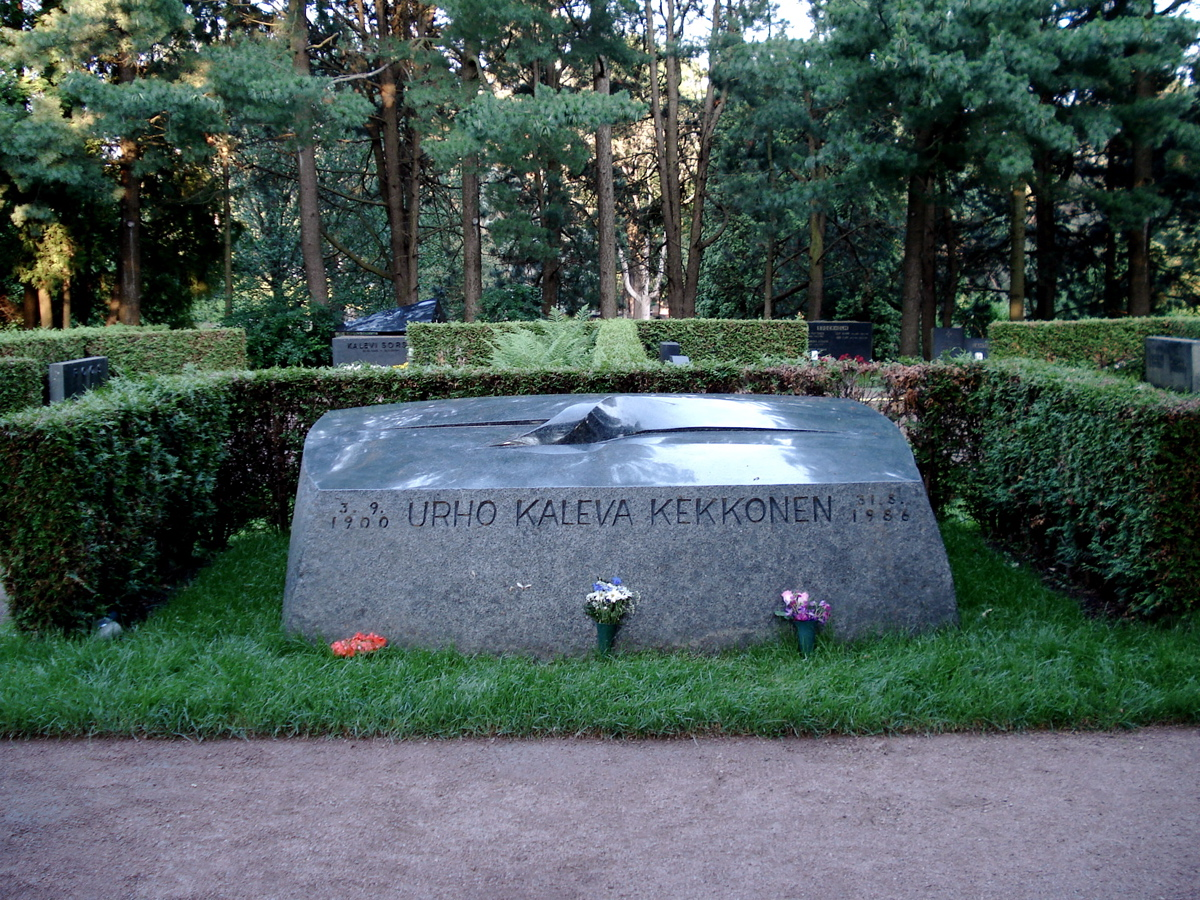
乌尔霍·吉科宁之墓

乌尔霍·卡勒瓦·吉科宁（芬蘭語：Urho Kaleva Kekkonen，1900年9月3日—1986年8月31日），芬兰总统（1956－1982），是芬兰在位最久的總統，在位26年。1950－1953年，1954－1956年曾出任芬兰内阁总理。

## 簡介
生于皮耶拉韦西，父亲尤霍·吉科宁（Juho Kekkonen）是一个农民。1926年毕业于赫尔辛基大学法律系，1936年当选为农民党（后改名中央党）国会议员。1936－1939年任司法部长、内政部长。1938－1946年任芬兰奥林匹克委员会主席。1944－1946年又任司法部长。1946－1956年为芬兰银行行长。1948－1950年任议长。1950－1953年，1954－1956年曾出任芬兰内阁总理。
1956－1982年曾出任芬兰总統，是芬兰在位最久的總統，在位26年。任內主导芬兰的外交政策，芬兰嚴守中立国原则，坚決反对芬兰加入美国主導的北约，同时保持与蘇联的接触，即芬兰化原则。由於他在任期間掌握巨大的外交权力，且影響總理的人選任命（1966年後不讓民族聯合黨加入政府）被认为是后来芬兰增加國會權力和限縮总統权力的原因之一。
2004年芬兰广播公司将乌尔霍·吉科宁选为最伟大的100名芬兰人第三名，仅次于卡尔·古斯塔夫·埃米尔·曼纳海姆和里斯托·吕蒂。